# Heinrich Alfred Kaiser

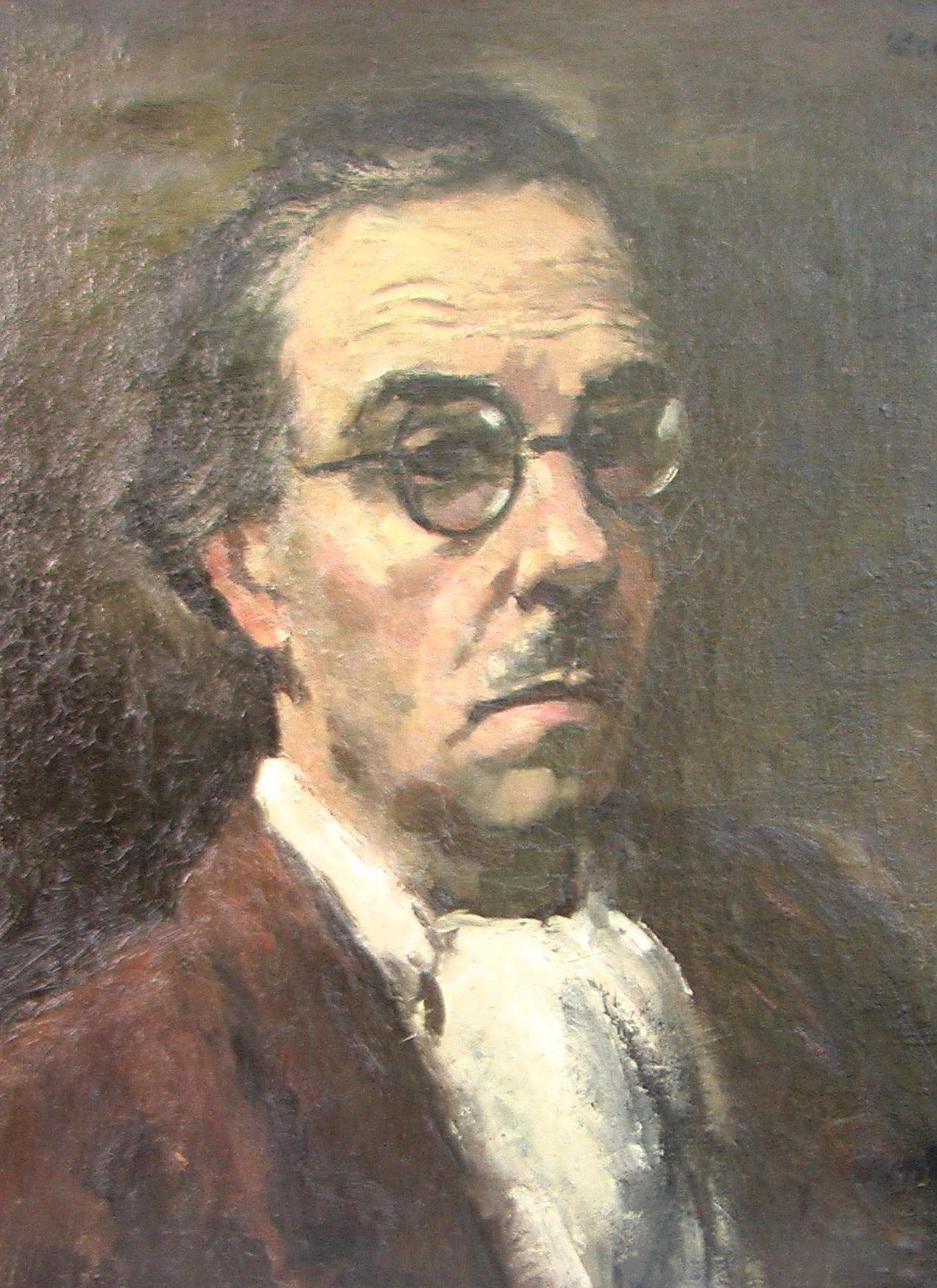
Selbstbildnis 1937

Heinrich Alfred Kaiser (* 12. Juni 1883 in Remscheid; † 25. Juni 1946 in Dresden) war ein deutscher Architekt und Maler.

## Leben
Heinrich Kaiser zog 1886 mit der Familie nach Wiesbaden, wo sein Vater, Oberstudienrat für Mathematik Dr. Ludwig Kaiser, Direktor der Oberrealschule in der Oranienstraße wurde. Von dort zogen sie 1901 nach Kassel, denn der Vater wurde Geheimer Regierungs- und Provinzialschulrat von Hessen. Heinrich Kaiser studierte in München und Hannover Architektur und machte dort sein Examen. Nach einigen Berufsjahren als Regierungsbaumeister siedelte er 1910 nach Berlin über und wandte sich als Schüler und späterer Mitarbeiter von Bruno Paul der Malerei zu. Zeitweise war er auch Mitarbeiter von Prof. Hans Sautter (1877–1961), der 1931 zum Direktor der Kunstgewerbeschule in Kassel ernannt wurde.
Im Ersten Weltkrieg war Heinrich Kaiser Kriegszeichner im Westen; Zeichnungen von zerstörten Gebäuden in Frankreich wurden in Zeitschriften abgedruckt, z. B. in Berliner Illustrirten Zeitung Nr. 22, 1915, S. 293.
In den 1920er Jahren wurde er in Berlin sehr bekannt. So erhielt er zum Beispiel 1922 den ersten Preis für einen Entwurf „Tiergartenstraße“, der die „Schinkeltradition des alten Westens bewahrte“, wie Fritz Stahl im Berliner Tageblatt schrieb. Schon im Jahr 1916 hatte er einen ersten Preis für die Gestaltung des Rathausplatzes in Spandau erhalten (Tafel 31 des Doppelheftes „Der Städtebau“; siehe Literatur). Für die Stadt Potsdam entwickelte er die Bebauungspläne der Siedlung Neue Luisenstraße und später baute er – offenbar zusammen mit Karl Wagenknecht – die Siedlung Stadtheide an der Zeppelinstraße (B1), gegenüber liegt das Gebäude Militärgeschichtliches Forschungsamt der Bundeswehr.
Auch als Tänzer tat sich Heinrich Kaiser hervor: Im Jahr 1914 erhielt er bei einem Tanzturnier im Berliner Admiralspalast als Ehrenpreis eine goldene Taschenuhr. Als Lehrer des Argentinischen Tango wurde er so bekannt, dass der Sohn des Kurfürsten bei ihm Unterricht nahm. Im Jahr 1926 tanzte er anlässlich eines Auftritts in Berlin mit Josephine Baker.
Seine ersten größeren Erfolge als Porträt- und Landschaftsmaler erzielte Heinrich Kaiser in den 1930er Jahren in Berlin. In Kreisen der „High Society“ war er als Porträtist von Adel und Militär sehr geschätzt; eines seiner Bilder („Das Mädchen mit der roten Mütze“) gelangte auf die Titelseite der Illustrierten Die Dame (Januar 1940, Heft 3), die sogar in den USA vertrieben wurde. Außer Familienbildnissen sind zu nennen die Porträts von Generaloberst Ludwig Beck, das noch in Familienbesitz sein soll, Geheimrat Dr. Fresenius, Wiesbaden, dem Klaviervirtuosen Wilhelm Kempff, der Sängerin Carla Henius und der Tänzerin Deborah Kay.
Bauaufträge erhielt er noch bis in die 1940er Jahre hinein vom damaligen Oberbürgermeister, dem SA-General Friedrichs. Dieser schätzte seinen klassischen Stil, der sich einfühlsam an der Tradition Potsdams vor dem Ersten Weltkrieg orientierte. Die Siedlungen, deren Baustil als Neo-Barock bezeichnet wird, stehen unter Denkmalschutz.
Am 18./19. November 1943 wurde bei einem Bombenangriff das große Wohnatelier in der Kurfürstenstraße 99 in Berlin, gegenüber dem Elefantentor des Zoologischen Gartens, vollkommen zerstört. Wertvollste Gemälde, Rahmen und Möbel wurden vernichtet. In diesem Atelier fanden zahlreiche konspirative Treffen zwischen zivilem Widerstand (Carl Goerdeler) und Vertretern des militärischen Widerstands (20. Juli 1944) statt. Alle drei Brüder, Hauptmann d. Res. Hermann Kaiser, Oberkriegsgerichtsrat d.Res. Ludwig Kaiser und Heinrich Kaiser wurden am 21. Juli 1944 in Kassel verhaftet, wo sie sich wegen der Taufe des einzigen Sohnes von Heinrich Kaiser, Peter Michael, am 19. Juli aufhielten. Hermann Kaiser wurde am 23. Januar 1945 in Berlin-Plötzensee hingerichtet. Heinrich Kaiser war nach seiner Entlassung aus dem Zuchthaus Wehlheiden in Kassel mit seiner Familie zurück nach Dresden gezogen, wo diese dann in den Angriff am 13. Februar 1945 geriet und wieder total ausgebombt wurde. Am 25. Juni 1946 starb Heinrich Kaiser an den Folgen seiner Haft. Er wurde auf dem Waldfriedhof Weißer Hirsch in Dresden beigesetzt. Sein Grab ist nicht erhalten.

## Werk

### Wohnbauten (Auswahl)
- Villa RA Ludwig Kaiser, Kassel, Kurhausstraße 50 (1920er Jahre)
- Zwei weitere Wohnhäuser in Kassel
- Mehrfamilienhaus bzw. Siedlung in Berlin-Köpenick
- Siedlung Stadtheide, Potsdam (1919–23, Heinrich Kaiser und Willy Wagenknecht)
- Siedlung Neue Luisenstraße, Potsdam
- Siedlung Harlinger Straße, Berlin-Wilmersdorf (1928, Heinrich Kaiser & Willy [Paul?] Wagenknecht)

### Geschäftshäuser
- 1924 – Haus am Kemperplatz, Berlin

### Wettbewerbe
- 1924 – Ideenwettbewerb für die Bebauung der Prinz-Albrecht-Gärten in Berlin (Ankauf)

### Ausstellungen
Heinrich Kaiser hatte Ausstellungen in Berlin, München und Paris.